# Історія держави і права України
Історія держави і права України як наукова дисципліна — складова частина загальної історії держави і права, яка відбиває національні та регіональні особливості України. Тривалий час І.д. і п.У. розглядалася лише в межах історії держави і права сусідніх країн, насамперед Росії, Литви і Польщі. Після праці "Звичайна схема руської історії і справа раціонального укладу історії східного слов'янства" М.Грушевського та усвідомлення окремішності історичного розвитку України І.д. і п.У. набула самостійного значення.
Першими кроками на шляху вивчення І.д. і п.У. стали дослідження представників школи західноруського права М.Владимирського-Буданова, Ф.Леонтовича та їх учнів, а також праці з історії Гетьманщини Д.Міллера, М.Василенка, М.Слабченка та ін. Значного розмаху історично-юридичні дослідження набули після створення Української АН (нині Національна академія наук України) та наукової діяльності в Києві в рамках академічних Комісії для виучування історії західноруського та українського права і Комісії для виучування звичаєвого права України. Ґрунтовне дослідження опублікували М.Василенко, І.Малиновський, М.Максимейко, М.Слабченко, Л.О.Окіншевич, І.Черкаський, С.Борисенок, С.Іваницький-Василенко. Після розгрому академічної юридичної науки в 1930-ті рр. розвиток І.д. і п.У. в передвоєнні та перші повоєнні роки пов'язаний майже виключно з працями С.Юшкова. Згодом з'явилися вітчизняні школи істориків права в Київському університеті (нині Київський національний університет імені Тараса Шевченка; А.Ткач, Л.Потарикіна, В.Катрич, А.Дубровіна), Харківському юридичному інституті (нині Національна юридична академія України ім. Ярослава Мудрого; С.Фукс, А.Рогожин, І.Софронова, М.Страхов, Л.Маймескулов, В.Гончаренко, О.Ярмиш), Інституті держави і права імені В.М.Корецького НАН України (В.Корецький, Б.Бабій, О.Мироненко, І.Усенко, В.Чехович), Львівському університеті (нині Львівський національний університет; В.Кульчицький, Б.Тищик, М.Настюк, А.Пащук, І.Бойко). В інших наукових центрах у галузі І.д. і п.У. плідно працювали П.Михайленко, О.Сурілов, О. Гавриленко, І.Греков, К.Софроненко. В Українському вільному університеті та ін. наукових центрах української діаспори проблеми І.д. і п.У. розробляли Р.Лащенко, А.Яковлів, М.Чубатий, Л.О.Окіншевич, О.Юрченко, Я.Падох.
Основним об'єктом дослідження української історично-юридичної науки є державні і правові інститути на українських землях у період Київської Русі, Галицько-Волинського князівства, Галицько-Волинської держави, Великого князівства Литовського, Корони Польської, Речі Посполитої, Російської імперії, Австрії (з 1867– Австро-Угорщина) та українських держав 20 ст. Особлива увага приділяється публікації та дослідженню визначних пам'яток правової культури України. І.д. і п.У. тісно пов'язана з історією політичної і правової думки України та історією держави і права зарубіжних країн, дослідженнями історичного характеру, які здійснюються в рамках галузевих юридичних наук, а також із суміжними історичними, політичними і філософськими науками.